# Марьевка (Лозовский район)
Ма́рьевка (укр. Мар'ївка) — село,
Николаевский сельский совет,
Лозовский район,
Харьковская область, Украина.
Код КОАТУУ — 6323983004. Население по переписи 2001 года составляет 62 (27/35 м/ж) человека.

## Географическое положение
Село Марьевка находится в месте в месте впадения реки Литовщина в реку Малая Терновка.
Выше по течению реки Литовщина на расстоянии в 2 км расположено село Василевка (Днепропетровская область),
выше по течению реки Малая Терновка на расстоянии в 2 км расположено село Николаевка.
На противоположном берегу реки Литовщина расположено село Варламовка (Днепропетровская область),
на противоположном берегу реки Малая Терновка расположено село Кондратовка (Днепропетровская область)
Рядом проходит автомобильная дорога Т-2107.

## История
- 1902 — дата основания.

## Достопримечательности
- Братская могила советских воинов. Похоронено 17 воинов.